# Nihat Şahin
Nihat Şahin (sinh 15 tháng 9 năm 1989) là một cầu thủ bóng đá Thổ Nhĩ Kỳ thi đấu ở vị trí thủ môn cho Gençlerbirliği S.K..
Nihat ra mắt tại Süper Lig cho Sivasspor ngày 2 tháng 2 năm 2012.